# Alfons Gielniak
Alfons Gielniak (ur. 1924, zm. 1981) – polski malarz i pedagog, związanym z Państwową Wyższą Szkołą Sztuk Plastycznych (PWSSP), (obecnie Uniwersytet Artystyczny w Poznaniu).

## Życiorys
Studiował na Państwowej Wyższej Szkole Sztuk Plastycznych w Poznaniu, a po ukończeniu nauki w 1950 roku, aż do śmierci w 1981 roku, pełnił funkcję profesora. Był członkiem Grupy Jednolita i związany z kręgiem kolorystów.
Jego twórczość obejmowała głównie malarstwo olejne, często przedstawiające pejzaże. Jednym z jego znanych dzieł jest obraz „Pejzaż” z 1956 roku. . 